# Liste der Stolpersteine in der Provinz Córdoba

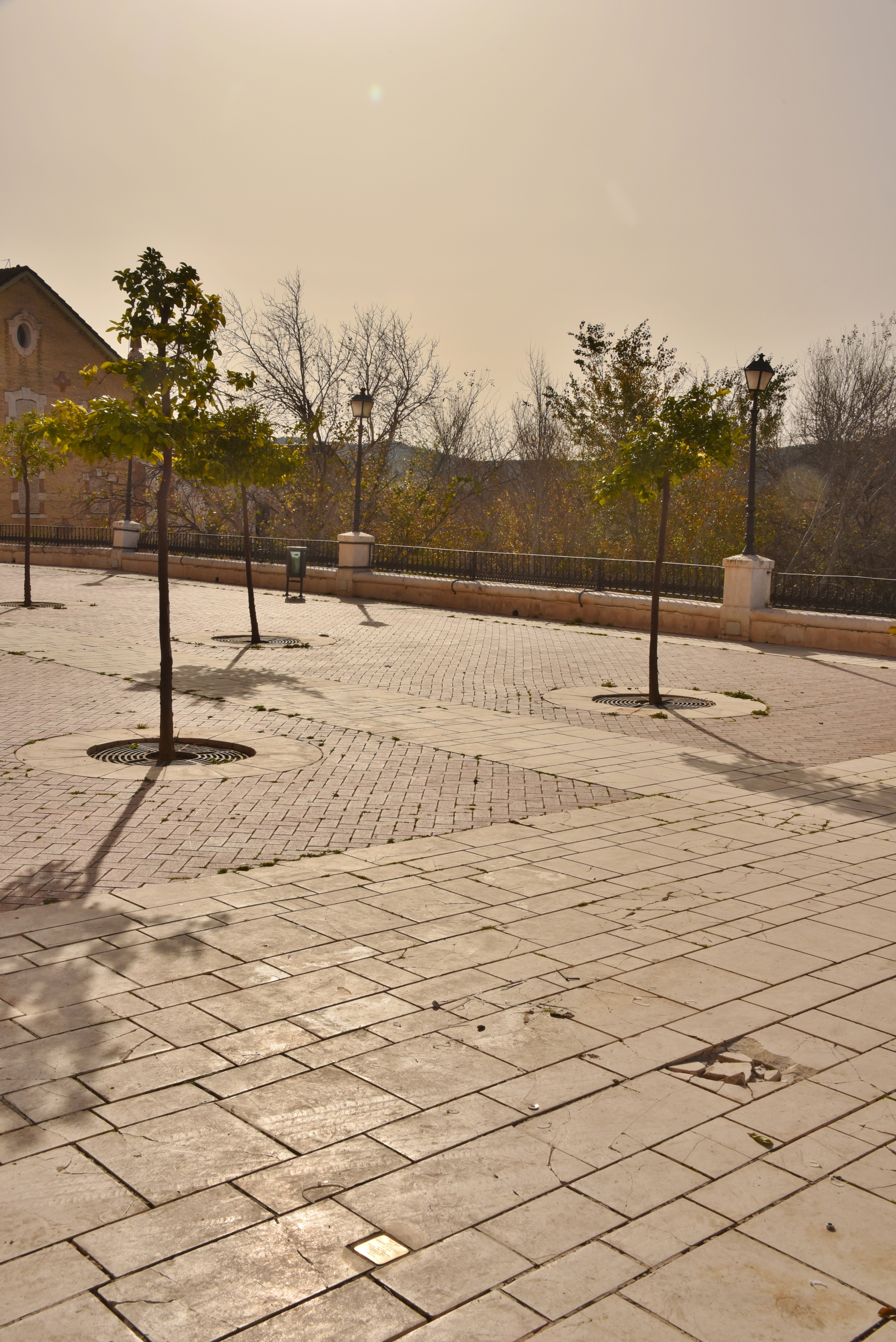
Stolperstein in Puente Genil

Die Liste der Stolpersteine in der Provinz Córdoba enthält die Stolpersteine, die in der Provinz Córdoba in Spanien verlegt wurden. Stolpersteine sind ein Projekt des Künstlers Gunter Demnig. Sie erinnern an das Schicksal der Menschen, die von den Nationalsozialisten ermordet, deportiert, vertrieben oder in den Suizid getrieben wurden und liegen im Regelfall vor dem letzten selbstgewählten Wohnsitz des Opfers.
Die ersten Verlegungen in Spanien erfolgten am 9. April 2015 in Navàs. In der Provinz Córdoba fanden die ersten Verlegungen am 15. Mai 2021 in Puente Genil statt. Auf Spanisch werden die Stolpersteine oft piedras de la memoria (Erinnerungssteine) genannt.

## Verlegte Stolpersteine
Laut Angaben von Asociación Triángulo Azul Stolpersteine de Córdoba y Jaén, jener Organisation, die die meisten Verlegungen organisiert hat, lagen Ende 2024 insgesamt 200 Stolpersteine in Andalusien, die meisten davon in der Provinz Córdoba (168). Am Projekt beteiligt sind auch die Provinzen Granada (21), Cádiz (5), Málaga (3), Sevilla (2) und Jaén (1).

### Almodóvar del Río
In Almodóvar del Río in der Comarca Valle Medio del Guadalquivir wurden vier Stolpersteine verlegt.

### Baena
In Baena in der Comarca Campiña de Baena wurden 16 Stolpersteine verlegt.
| Stolperstein | Übersetzung | Verlegeort                      | Name, Leben                              |
| ------------ | --- | ------------------------------- | ---------------------------------------- |
|              | HIER LEBTE MIGUEL ALBENDÍN NAVARRO GEBOREN 1910 INTERNIERT ANGOULÊME DEPORTIERT 1940 MAUTHAUSEN ERMORDET 15.1.1942 GUSEN              | C. Carderos, 24 Baena           | Miguel Albendín Navarro (1910–1942)      |
|              | HIER LEBTE RAFAEL ALBENDÍN NAVARRO GEBOREN 1903 INTERNIERT ANGOULÊME DEPORTIERT 1940 MAUTHAUSEN ERMORDET 25.1.1942 GUSEN              | C. Pedro Gálvez, 6 Baena        | Rafael Albendín Navarro (1903–1942)      |
|              | HIER LEBTE SANTIAGO ALBENDÍN NAVARRO GEBOREN 1905 INTERNIERT ANGOULÊME DEPORTIERT 1940 MAUTHAUSEN ERMORDET 20.1.1942 GUSEN            | C. Pedro Gálvez, 3 Baena        | Santiago Albendín Navarro (1905–1942)    |
|              | HIER LEBTE JOSÉ MARÍA BONILLA HORCAS GEBOREN 1901 INTERNIERT ANGOULÊME DEPORTIERT 1940 MAUTHAUSEN ERMORDET 16.11.1941 GUSEN           | C. Arrabalejo, 32 Baena         | José María Bonilla Horcas (1901–1941)    |
|              | HIER LEBTE JOSÉ CABRERO MISUT GEBOREN 1910 INTERNIERT ANGOULÊME DEPORTIERT 1940 MAUTHAUSEN ERMORDET 7.10.1941 GUSEN                   | C. Alta, 6 Baena                | José Cabrero Misut (1910–1941)           |
|              | HIER LEBTE ANTONIO CAMPOS SÁNCHEZ GEBOREN 1908 INTERNIERT STRASSBURG DEPORTIERT 1940 MAUTHAUSEN-GUSEN ERMORDET 15.8.1941 HARTHEIM     | C. Amador de los Ríos, 33 Baena | Antonio Campos Sánchez (1908–1941)       |
|              | HIER LEBTE ANTONIO CASTILLO MUÑOZ GEBOREN 1914 INTERNIERT FALLINGBOSTEL DEPORTIERT 1941 MAUTHAUSEN ERMORDET 4.11.1941 GUSEN           | C. San Francisco, 20 Baena      | Antonio Castillo Muñoz (1914–1941)       |
|              | HIER LEBTE JOSÉ CRUZ NAVAS GEBOREN 1910 INTERNIERT ANGOULÊME DEPORTIERT 1940 MAUTHAUSEN ERMORDET 16.10.1941 GUSEN                     | C. Casas de Carmona, 19 Baena   | José Cruz Navas (1910–1941)              |
|              | HIER LEBTE FRANCISCO FUENTES RUIZ GEBOREN 1910 INTERNIERT FALLINGBOSTEL DEPORTIERT 1941 MAUTHAUSEN NATZWEILER-STRUTHOF DACHAU BEFREIT | C. San Bartolomé, 17 Baena      | Francisco Fuentes Ruiz (1917–2012)       |
|              | HIER LEBTE JOSÉ GARRIDO ROMERO GEBOREN 1892 INTERNIERT MOOSBURG, TRIER DEPORTIERT 1941 MAUTHAUSEN ERMORDET 2.11.1941 GUSEN            | gegenüber Plaza Vieja, 16 Baena | José Garrido Romero (1892–1941)          |
|              | HIER LEBTE ANTONIO JIMÉNEZ RAMOS GEBOREN 1910 INTERNIERT COMPIEGNE DEPORTIERT 1940 NEUENGAMME MEPPEN-VERSEN ERMORDET SANDBOSTEL       | C. la Palma, 9 Baena            | Antonio Jiménez Ramos (1910–1944/45)     |
|              | HIER LEBTE ANTONIO NAVARRO ORTIZ GEBOREN 1910 INTERNIERT ZAGAN, TRIER DEPORTIERT 1941 MAUTHAUSEN ERMORDET 20.6.1941 GUSEN             | Plaza Vieja, 11 Baena           | Antonio Navarro Ortiz (1910–1941)        |
|              | HIER LEBTE ANTONIO ORTEGA TORRES GEBOREN 1918 INTERNIERT HAMMERSTEIN DEPORTIERT 1940 MAUTHAUSEN ERMORDET 15.9.1941 GUSEN              | C. del Moral, 4 Baena           | Antonio Ortega Torres (1918–1941)        |
|              | HIER LEBTE JUAN ZACARÍAS PADILLA ROJANO GEBOREN 1907 INTERNIERT ANGOULÊME DEPORTIERT 1940 MAUTHAUSEN ERMORDET 2.11.1941 GUSEN         | C. Toledana, 30 Baena           | Juan Zacarías Padilla Rojano (1907–1941) |
|              | HIER LEBTE ANTONIO PÉREZ BAENA GEBOREN 1910 INTERNIERT ZIEGENHEIM DEPORTIERT 1940 MAUTHAUSEN-GUSEN ERMORDET 3.12.1941 HARTHEIM        | C. Doctora, 9 Baena             | Antonio Pérez Baena (1910–1941)          |
|              | HIER LEBTE FELIPE QUESADA PESCADOR GEBOREN 1914 INTERNIERT FALLINGBOSTEL DEPORTIERT 1941 MAUTHAUSEN-GUSEN ERMORDET 10.11.1942 DACHAU  | C. Velilla Alta, 4 Baena        | Felipe Quesada Pescador (1914–1942)      |

### Belalcázar
In Belalcázar in der Comarca Los Pedroches wurden sieben Stolpersteine an sieben Stellen verlegt.
| Stolperstein | Übersetzung | Verlegeort                                               | Name, Leben |
| ------------ | --- | -------------------------------------------------------- | --- |
|              | HIER LEBTE ANTONIO CALVO TORRICO GEBOREN 1916 INTERNIERT STALAG MOOSBURG DEPORTIERT 1941 MAUTHAUSEN ERMORDET 19.11.1941 GUSEN                  | Calle de Hernan Cortes 1                                 | Antonio Calvo Torrico wurde am 20. Mai 1916 in Belalcazar geboren. Seine Eltern waren Francisco Calvo Nuñez und Maria Jesús Torrico Rodríguez. Calvo Torrico kämpfte im Spanischen Bürgerkrieg auf Seiten der Republikaner und ging nach deren Niederlage ins Exil nach Frankreich. Zuerst war er im Stalag XII D interniert. Von dort wurde Calvo am 3. April 1941 in das KZ Mauthausen deportiert, wo er mit der Häftlingsnummer 3862 registriert wurde. Am 20. Oktober 1941 erfolgte seine Überstellung in das Außenlager Gusen. Antonio Calvo Torrico wurde dort am 19. November 1941 ermordet. |
|              | HIER LEBTE JUAN MANUEL FDEZ. COLMENERO GEBOREN 1917 INTERNIERT STALAG ZIEGENHAIN DEPORTIERT 1940 MAUTHAUSEN-GUSEN BEFREIT                      | Calle de Balmes (gleich zu Beginn)                       | Juan Manuel Fernández Colmenero wurde am 20. Juni 1917 geboren. Er kämpfte im Spanischen Bürgerkrieg auf Seiten der Republikaner und ging nach deren Niederlage ins Exil nach Frankreich. Zuerst war er im Stalag IX-A in Ziegenhain interniert. Am 13. August 1940 wurde er in das KZ Mauthausen deportiert, wo er mit der Häftlingsnummer 3783 registriert wurde. Er wurde am 5. Mai 1945 befreit. Juan Manuel Fernández starb am 13. November 1979. |
|              | HIER LEBTE MANUEL FERNÁNDEZ PÉREZ GEBOREN 1903 GUERILLERO IN OBERSAVOYEN DEPORTIERT 1944 MAUTHAUSEN BEFREIT                                    | Calle de Padre Torrero ca. Nr. 17 (Richtung Stoppschild) | Manuel Fernández Pérez wurde am 19. Mai oder 20. Mai 1903 in Belalcázar geboren. Seine Mutter, die aus Santa Eufemia stammte, war María Fernández Pérez. Fernández Pérez kämpfte im Spanischen Bürgerkrieg auf Seiten der Republikaner und ging nach deren Niederlage ins Exil nach Frankreich. Dort war er Guerillero in Obersavoyen. Er wurde gefangen genommen und am 22. März 1944 in das KZ Royallieu deportiert. Drei Tage später wurde er in das KZ Mauthausen überstellt. Er musste Zwangsarbeit leisten. Bei seiner Befreiung am 7. Mai 1954 befand er sich im Mauthausenaussenlager Loiblpass. Für seine Verdienste im Kampf gegen den Faschismus wurde er 1983 mit dem französischen Ritter der Ehrenlegion ausgezeichnet. Manuel Fernández Pérez starb am 21. Juni 1997 in Lyon. |
|              | HIER LEBTE RAFAEL MURILLO MÚGICA GEBOREN 1919 INTERNIERT STALAG STRASSBURG DEPORTIERT 1940 MAUTHAUSEN-GUSEN BEFREIT                            | Calle del Conde Don Alonso o. Nr, gegenüber 8            | Rafael Murillo Múgica wurde am 24. Oktober 1919 in Belalcázar geboren. Seine Eltern waren Gabriel Murillo Blázquez und Encarnación Múgica Cáceres. Murillo Múgica kämpfte im Spanischen Bürgerkrieg auf Seiten der Republikaner und ging nach deren Niederlage ins Exil nach Frankreich. Er wurde inhaftiert im Stalag V D in Straßburg und von dort am 13. Dezember 1940 in das KZ Mauthausen deportiert und mit der Häftlingsnummer 5066 registriert. Am 5. Mai 1945 wurde er aus dem KZ Gusen befreit. Murillo Múgica starb im September 2004 in Perpignan. |
|              | HIER LEBTE JOSÉ PAREDES QUINTANA GEBOREN 1912 INTERNIERT STALAG TRIER DEPORTIERT 1944 MAUTHAUSEN BEFREIT                                       | Capitán Jurado / Calle Ramón y Cajal                     | José Paredes Quintana wurde am 26. März 1912 in Belalcázar geboren. Seine Eltern waren Francisco Paredes Gallego und Rufina Quintana Gómez. Paredes Quintana war Friseur. Er kämpfte im Spanischen Bürgerkrieg auf Seiten der Republikaner und ging nach deren Niederlage ins Exil nach Frankreich. Nach seiner Gefangennahme wurde er im Stalag XII-D in Trier inhaftiert und von dort nach Mauthausen deportiert. Bei seiner Befreiung am 5. Mai 1945 befand er sich im KZ-Nebenlager Redl-Zipf. José Paredes Quintan starb am 11. September 1960 in Belalcázar. |
|              | HIER LEBTE ANTONIO QUINTANA BALSERA GEBOREN 1920 INTERNIERT STALAG BOCHOLT, BATHORN, TRIER DEPORTIERT 1941 MAUTHAUSEN ERMORDET 20.2.1942 GUSEN | Calle Federico García Lorca / Calle Blas Infante         | Antonio Quintana Balsera wurde am 15. Juni 1920 in Belalcázar geboren. Seine Eltern waren Manuel Quintana Gómez und Francisca Balsera Sánchez. Er war im XII-D in Trier interniert, seine Häftlingsnummer war 1055. Er wurde 1941 in das KZ Mauthausen deportiert, dort wurde er mit der Nummer 4346 registriert. Antonio Quintana Balsera wurde am 20. Februar 1942 im Außenlager Gusen ermordet. |
|              | HIER LEBTE TIBURCIO VIGARA CARRASCO GEBOREN 1909 INTERNIERT STALAG ALTENGRABOW DEPORTIERT 1941 MAUTHAUSEN BEFREIT                              | Calle Ramón y Cajal / Calle Cruz                         | Tiburcio Vigara Carrasco wurde am 9. August 1912 in Belalcázar geboren. Seine Eltern waren Antonino Vigara Regidor und Antonia Carrasco Castellano. Er war im Stalag XI A interniert. Am 26. April 1941 wurde er in das KZ Mauthausen deportiert und mit der Häftlingsnummer 4448 registriert. Tiburcio Vigara Carrasco hat überlebt und wurde am 5. Mai 1945 befreit. |

### Belmez
In Belmez in der Comarca Valle del Guadiato wurden zwölf Stolpersteine verlegt, zehn konnten bisher verifiziert werden.
| Stolperstein | Übersetzung | Verlegeort | Name, Leben                           |
| ------------ | --- | ---------- | ------------------------------------- |
|              | IN BELMEZ LEBTE MANUEL BARRERO TABAS GEBOREN 1913 INTERNIERT BELFORT, VESOUL DEPORTIERT 1941 MAUTHAUSEN ERMORDET 25.7.1942           | Belmez     | Manuel Barrero Tabas (1913–1942)      |
|              | IN BELMEZ LEBTE FRANCISCO CARMONA CASTILLA GEBOREN 1883 INTERNIERTANGOULÊME DEPORTIERT 1940 MAUTHAUSEN ERMORDET 5.11.1941 GUSEN      | Belmez     | Francisco Carmona Casilla (1883–1941) |
|              | IN BELMEZ LEBTE JUAN CARMONA RIVERA GEBOREN 1925 INTERNIERT ANGOULÊME DEPORTIERT 1940 MAUTHAUSEN, GUSEN ERMORDET 18.12.1941 HARTHEIM | Belmez     | Juan Carmona Rivera (1925–1941)       |
|              | IN BELMEZ LEBTE JUAN CASTILLA LOZANO GEBOREN 1901 INTERNIERT STRASSBURG DEPORTIERT 1940 MAUTHAUSEN ERMORDET 29.12.1941 GUSEN         | Belmez     | Juan Castilla Lozano (1901–1941)      |
|              | IN BELMEZ LEBTE JOSÉ CORRALES RIVERA GEBOREN 1924 INTERNIERT ANGOULÊME DEPORTIERT 1940 MAUTHAUSEN BEFREIT                            | Belmez     | José Corrales Rivera (1924-)          |
|              | IN BELMEZ LEBTE JUAN FERNÁNDEZ ESQUINAS GEBOREN 1909 INTERNIERT ALTENGRABOW DEPORTIERT 1941 MAUTHAUSEN ERMORDET 6.9.1941 GUSEN       | Belmez     | Juan Fernández Esquinas (1909–1941)   |
|              | IN BELMEZ LEBTE PEDRO RODRÍGUEZ GIL GEBOREN 1900 INTERNIERT ANGOULÊME DEPORTIERT 1940 MAUTHAUSEN ERMORDET 29.8.1941 GUSEN            | Belmez     | Pedro Rodríguez Gil (1900–1941)       |
|              | IN BELMEZ LEBTE JUAN SÁNCHEZ MOLINA GEBOREN 1918 INTERNIERT SANDBOSTEL DEPORTIERT 1941 MAUTHAUSEN ERMORDET 24.12.1941 GUSEN          | Belmez     | Juan Sánchez Molina (1918–1941)       |
|              | IN BELMEZ LEBTE JOSÉ DE LA TORRE GALLEGO GEBOREN 1907 INTERNIERT SAGAN, TRIER DEPORTIERT 1941 MAUTHAUSEN ERMORDET 20.11.1941 GUSEN>  | Belmez     | José de la Torre Gallego (1907–1941)  |
|              | IN BELMEZ LEBTE LUIS VERA CRUZ GEBOREN 1920 INTERNIERT BATHORN, TRIER DEPORTIERT 1941 MAUTHAUSEN ERMORDET 7.11.1941 GUSEN            | Belmez     | Luis Vera Cruz (1920–1941)            |

### Carcabuey
In Carcabuey in der Comarca Subbética wurden zwei Stolpersteine verlegt.
| Stolperstein | Übersetzung | Verlegeort                | Name, Leben                               |
| ------------ | --- | ------------------------- | ----------------------------------------- |
|              | HIER LEBTE FRANCISCO PEDRO GARCÍA MURIEL GEBOREN 1898 ZWANGSARBEIT BACALAN-BORDEAUX DEPORTIERT 1944 DACHAU-ALLACH FLOSSENBÜRG ERMORDET 27.11.1944 HERSBRUCK | C. Majadilla, 1 Carcabuey | Francisco Pedro García Muriel (1898–1944) |
|              | HIER LEBTE JUAN GONZÁLEZ ROJAS GEBOREN 1913 INTERNIERT FALLINGBOSTEL DEPORTIERT 1940 MAUTHAUSEN-GUSEN BEFREIT                                               | C. Majadilla, 1 Carcabuey | Juan González Rojas (1913–)               |

### La Carlota
In La Carlota in der Comarca Valle Medio del Guadalquivir wurden drei Stolpersteine verlegt.

### Doña Mencía
In Doña Mencía wurden fünf Stolpersteine in ein Denkmal an der Puerta de la Memoria eingebaut. Es befindet sich inmitten eines öffentlichen Parks.
| Stolperstein | Übersetzung | Name, Leben                       |
| ------------ | --- | --------------------------------- |
|              | HIER WOHNTE MANUEL CABALLERO MONTES GEBOREN 1918 INTERNIERT COMPIEGNE DEPORTIERT 1944 DACHAU-ALLACH BEFREIT                | Manuel Caballero Montes (1918–)   |
|              | HIER WOHNTE FRANCISCO CANTERO SÁNCHEZ GEBOREN 1898 INTERNIERT COMPIEGNE DEPORTIERT 1945 RAVENSBRÜCK BEFREIT                | Francisco Cantero Sánchez (1898–) |
|              | HIER WOHNTE JOSÉ GÓMEZ LEÓN GEBOREN 1914 INTERNIERT KREMS-GNEIXENDORF DEPORTIERT 1941 MAUTHAUSEN BEFREIT                   | José Gómez León (1914–)           |
|              | HIER WOHNTE JOSÉ LAMA PRIEGO GEBOREN 1912 INTERNIERT STRASSBURG DEPORTIERT 1940 MAUTHAUSEN BEFREIT                         | José Lama Priego (1912–1967)      |
|              | HIER WOHNTE PEDRO NAVAS CABALLERO GEBOREN 1910 INTERNIERT ALTENGRABOW DEPORTIERT 1941 MAUTHAUSEN ERMORDET 31.12.1941 GUSEN | Pedro Navas Caballero (1910–1941) |

### Espejo
Von der Gemeinde Espejo in der Comarca Campiña de Baena wurden elf Stolpersteine bestellt. Sie wurden jedoch senkrecht verlegt, als Teile eines Denkmals zum Gedenken an die Nazi-Opfer der Stadt in der C. Maestro Clodoaldo Gracia.
| Stolperstein | Übersetzung | Name, Leben                               |
| ------------ | --- | ----------------------------------------- |
|              | HIER LEBTE ANTONIO ARROYO ZAMORA GEBOREN 1914 INTERNIERT STRASSBURG DEPORTIERT 1940 MAUTHAUSEN STEYR-MÜNICHHOLZ BEFREIT            | Antonio Arroyo Zamora (1914–2001)         |
|              | HIER LEBTE JOSÉ MARÍA CASTRO CARMONA GEBOREN 1905 INTERNIERT TRIER DEPORTIERT 1941 MAUTHAUSEN ERMORDET 6.11.1941 GUSEN             | José María Castro Carmona (1905–1941)     |
|              | HIER LEBTE RICARDO ESCOBAR CÓRDOBA GEBOREN 1907 ZWANGSARBEIT GIRONDE INTERNIERT COMPIEGNE DEPORTIERT 1944 NEUENGAMME BEFREIT       | Ricardo Escobar Córdoba (1907–2001)       |
|              | HIER LEBTE ANTONIO JOSÉ GRACIA GUTIÉRREZ GEBOREN 1911 INTERNIERT ZAGAN, TRIER DEPORTIERT 1941 MAUTHAUSEN GUSEN-STEYR BEFREIT       | Antonio José Gracia Gutiérrez (1911–2001) |
|              | HIER LEBTE FRANCISCO JURADO OLMO GEBOREN 1904 INTERNIERT ANGOULÊME DEPORTIERT 1940 MAUTHAUSEN ERMORDET 2.11.1941 GUSEN             | Francisco Jurado Olmo (1904–1941)         |
|              | HIER LEBTE ANTONIO LUCENA SERRANO GEBOREN 1918 INTERNIERT FALLINGBOSTEL DEPORTIERT 1941 MAUTHAUSEN ERMORDET 10.11.1941 GUSEN       | Antonio Lucena Serrano (1918–1941)        |
|              | HIER LEBTE HIRILIO PEÑA CÓRDOBA GEBOREN 1915 INTERNIERT KAISERSTEINBRUCK DEPORTIERT 1941 MAUTHAUSEN ERMORDET 20.4.1942 GUSEN       | Hirilio Peña Córdoba (1915–1942)          |
|              | HIER LEBTE VIRGILIO PEÑA CÓRDOBA GEBOREN 1914 ZWANGSARBEIT BORDEAUX DEPORTIERT 1944 BUCHENWALD BEFREIT                             | Virgilio Peña Córdoba (1914–2016)         |
|              | HIER LEBTE RAFAEL PÉREZ DEL MORAL GEBOREN 1922 INTERNIERT ZAGAN, TRIER DEPORTIERT 1941 MAUTHAUSEN-GUSEN BEFREIT                    | Rafael Pérez del Moral (1922–2003)        |
|              | HIER LEBTE CESÁREO RUZ BLANCO GEBOREN 1907 INTERNIERT FALLINGBOSTEL DEPORTIERT 1940 MAUTHAUSEN ERMORDET 8.11.1941 GUSEN            | Cesáreo Ruz Blanco (1907–1941)            |
|              | HIER LEBTE PASTOR SERRANO SERRANO GEBOREN 1917 INTERNIERT HOHENFELS, MOOSBURG DEPORTIERT 1940 MAUTHAUSEN ERMORDET 18.11.1942 GUSEN | Pastor Serrano Serrano (1917–1942)        |

### Fernán-Núñez
In Fernán-Núñez in der Comarca Campiña Sur wurde ein Stolperstein verlegt.
| Stolperstein | Übersetzung | Verlegeort                | Name, Leben                       |
| ------------ | --- | ------------------------- | --------------------------------- |
|              | HIER LEBTE ALFONSO MARÍN CÓRDOBA GEBOREN 1909 INTERNIERT HEMER, TRIER DEPORTIERT 1941 MAUTHAUSEN ERMORDET 18.11.1941 GUSEN | Ayuntamiento Fernán-Núñez | Alfonso Marín Córdoba (1909–1941) |

### Fuente la Lancha
In Fuente la Lancha in der Comarca Los Pedroches wurde ein Stolperstein verlegt.
| Stolperstein | Übersetzung | Verlegeort | Name, Leben |
| ------------ | --- | ---------- | --- |
|              | HIER LEBTE JUAN ROBLES MELLADO GEBOREN 1915 INTERNIERT STALAG ALTENGRABOW DEPORTIERT 1941 MAUTHAUSEN-GUSEN BEFREIT |            | Juan Robles Mellado wurde am 12. Februar 1915 in Fuente la Lancha geboren. Er kämpfte im Spanischen Bürgerkrieg auf Seiten der Republikaner und ging nach deren Niederlage ins Exil nach Frankreich. Er wurde von deutschen Streitkräften verhaftet und im Stalag XI A in Altengrabow interniert. Am 26. April 1941 wurde er in das KZ Mauthausen deportiert und nach der Ankunft mit der Nummer 4006 registriert. Juan Robles Mellado wurde am 30. Juni 1941 ins Außenlager Gusen überstellt, konnte KZ-Haft und Zwangsarbeit überleben und wurde am 5. Mai 1945 befreit. |

### Fuente Obejuna
Im Gemeindegebiet von Fuente Obejuna wurden insgesamt fünfzehn Stolpersteine verlegt.

#### El Alcornocal
Im Parque Virgen del Carmen von Alcornocal (Calle Nueva) wurden vier Stolpersteine verlegt.
| Stolperstein | Übersetzung | Name, Leben                                |
| ------------ | --- | ------------------------------------------ |
|              | IN EL ALCORNOCAL LEBTE MANUEL DÁVILA RICO GEBOREN 1911 INTERNIERT SAGAN, TRIER DEPORTIERT 1941 MAUTHAUSEN ERMORDET 10.12.1941 GUSEN  | Manuel Eulalio Dávila Rico (1911–1941)     |
|              | IN EL ALCORNOCAL LEBTE OLEGARIO HABA GARCÍA GEBOREN 1915 INTERNIERT SAGAN, TRIER DEPORTIERT 1941 MAUTHAUSEN ERMORDET 6.11.1941 GUSEN | Olegario Marcelino Haba García (1915–1941) |
|              | IN EL ALCORNOCAL LEBTE ANTONIO ORIVE ALONSO GEBOREN 1914 INTERNIERT FALLINGBOSTEL DEPORTIERT 1941 MAUTHAUSEN ERMORDET 1.1.1942 GUSEN | Antonio Orive Alonso (1914–1942)           |
|              | IN EL ALCORNOCAL LEBTE ÁNGEL SÁNCHEZ GARCÍA GEBOREN 1909 INTERNIERT SAGAN, TRIER DEPORTIERT 1941 MAUTHAUSEN ERMORDET 7.12.1941 GUSEN | Ángel Sánchez García (1909–1941)           |

#### Cuenca
Auf der Plaza Aurora von Cuenca wurde ein Stolperstein verlegt.
| Stolperstein | Übersetzung | Name, Leben                        |
| ------------ | --- | ---------------------------------- |
|              | IN CUENCA LEBTE EUGENIO SÁNCHEZ RIVERA GEBOREN 1907 INTERNIERT SAGAN, TRIER DEPORTIERT 1941 MAUTHAUSEN-GUSEN ERMORDET 29.9.1941 SCHLOSS HARTHEIM | Eugenio Sánchez Rivera (1907–1941) |

#### Fuente Obejuna
Vor der Palacete Modernista von Fuente Obejuna, einem Jugendstilbau, wurden vier Stolpersteine verlegt.
| Stolperstein | Übersetzung | Name, Leben                                |
| ------------ | --- | ------------------------------------------ |
|              | IN FUENTE OBEJUNA LEBTE JOSÉ PEDRO ALEJANDRES GONZÁLEZ GEBOREN 1890 INTERNIERT ANGOULÊME DEPORTIERT 1940 MAUTHAUSEN ERMORDET 17.4.1941 GUSEN | José Pedro Alejandres González (1890–1941) |
|              | IN FUENTE OBEJUNA LEBTE ANTONIO CUADRADO VENTURA GEBOREN 1913 INTERNIERT FALLINGBOSTEL DEPORTIERT 1941 MAUTHAUSEN ERMORDET 8.11.1941 GUSEN   | Antonio Cuadrado Ventura (1913–1941)       |
|              | IN FUENTE OBEJUNA LEBTE RAFAEL CUENCA TRIVIÑO GEBOREN 1906 INTERNIERT KREMS DEPORTIERT 1941 MAUTHAUSEN ERMORDET 31.3.1942 GUSEN              | Rafael Cuenca Triviño (1906–1942)          |
|              | IN FUENTE OBEJUNA LEBTE JOSÉ MELLADO GUTIÉRREZ GEBOREN 1907 INTERNIERT FALLINGBOSTEL DEPORTIERT 1941 MAUTHAUSEN ERMORDET 31.8.1941 GUSEN     | José Mellado Gutiérrez (1907–1941)         |

#### Piconcillo
Im Parque San Miguel von Piconcillo, zugehörig zur Gemeinde Fuente Obejuna, wurden fünf Stolpersteine verlegt.
| Stolperstein | Übersetzung | Verlegeort                                            | Name, Leben                              |
| ------------ | --- | ----------------------------------------------------- | ---------------------------------------- |
|              | HIER LEBTE ADRIÁN JURADO BERNAL GEBOREN 1909 INTERNIERT BOCHOLT BATHORN, TRIER DEPORTIERT 1941 MAUTHAUSEN ERMORDET 7.1.1942 GUSEN    | Parque San Miguel, Aldea de Piconcillo Fuente Obejuna | Simón Adrián Jurado Bernal (1909–1942)   |
|              | HIER LEBTE HILARIO JURADO MADUEÑO GEBOREN 1914 INTERNIERT BOCHOLT BATHORN, TRIER DEPORTIERT 1941 MAUTHAUSEN ERMORDET 15.1.1942 GUSEN | Parque San Miguel, Aldea de Piconcillo Fuente Obejuna | Pedro Hilario Jurado Madueño (1914–1942) |
|              | HIER LEBTE SERAFÍN PERALES ROMERO GEBOREN 1913 DEPORTIERT 1942 MAUTHAUSEN GUSEN, [...] BEFREIT                                       | Parque San Miguel, Aldea de Piconcillo Fuente Obejuna | Serafín Perales Romero (1913–1993)       |
|              | HIER LEBTE JOSÉ MARÍA PULGARÍN AGREDANO GEBOREN 1912 DEPORTIERT 1941 MAUTHAUSEN ERMORDET 29.10.1942 GUSEN                            | Parque San Miguel, Aldea de Piconcillo Fuente Obejuna | José María Pulgarín Agredano (1912–1942) |
|              | HIER LEBTE MANUEL PULGARÍN AJENJO GEBOREN 1897 DEPORTIERT 1942 MAUTHAUSEN DACHAU ERMORDET 31.1.1945 ST. VALENTIN                     | Parque San Miguel, Aldea de Piconcillo Fuente Obejuna | Manuel Pulgarín Asenjo (1897–1945)       |

#### El Porvenir de la Industria
Auf der Plaza de la Constitución von Porvenir de la Industria wurde ein Stolperstein verlegt.
| Stolperstein | Übersetzung | Verlegeort                                                   | Name, Leben                        |
| ------------ | --- | ------------------------------------------------------------ | ---------------------------------- |
|              | IN PORVENIR LEBTE ISIDORO PORTUGUÉS DIAZ GEBOREN 1909 INTERNIERT ZIEGENHAIN DEPORTIERT 1940 MAUTHAUSEN ERMORDET 2.12.1941 GUSEN | Plaza de la Constitución / Aldea de Porvenir de la Industria | Isidoro Portugués Díaz (1921–1941) |

### Fuente Palmera
Vor der Casa de la Memoria an der Plaza Real von Fuente Palmera wurden acht Stolpersteine verlegt. Berücksichtigt wurden auch Opfer aus benachbarten Gemeinden, wie Fuente Carreteros, Ochavillo del Río oder Villar.
| Stolperstein | Übersetzung | Name, Leben                          |
| ------------ | --- | ------------------------------------ |
|              | IN FUENTE CARRETEREOS LEBTE JUAN AGUILAR MORAL GEBOREN 1919 DEPORTIERT 1941 MAUTHAUSEN-GUSEN ERMORDET 11.1.1942        | Juan Aguilar Moral (1919–1942)       |
|              | IN EL VILLAR LEBTE MANUEL COBOS HERRUZO GEBOREN 1907 DEPORTIERT 1941 MAUTHAUSEN-GUSEN ERMORDET 14.11.1941              | Manuel Cobos Herruzo (1907–1941)     |
|              | IN FUENTE PALMERA LEBTE MANUEL DUGO RODRIGUEZ GEBOREN 1917 DEPORTIERT 1941 MAUTHAUSEN-GUSEN ERMORDET 19.1.1942         | Manuel Dugo Rodríguez (1917–1942)    |
|              | IN POSADA LEBTE JOSE MARIA DURAN BERNETE GEBOREN 1908 DEPORTIERT 1942 MAUTHAUSEN-GUSEN ERMORDET 25.10.1942             | José María Durán Bernete (1908–1942) |
|              | IN EL VILLAR LEBTE MANUEL HERRUZO GARCIA GEBOREN 1907 DEPORTIERT 1941 MAUTHAUSEN-GUSEN ERMORDET 14.11.1941             | Manuel Herruzo García (1907–1941)    |
|              | IN CAÑADA DEL RABADÁN LEBTE JOSE REYES OREJUELA GEBOREN 1914 DEPORTIERT 1941 MAUTHAUSEN-GUSEN ERMORDET 5.12.1941       | José Reyes Orejuela (1914–1941)      |
|              | IN FUENTE CARRETEREOS LEBTE JUAN RAMON SALAS SANCHEZ GEBOREN 1915 DEPORTIERT 1941 MAUTHAUSEN-GUSEN ERMORDET 18.12.1941 | Juan Ramon Salas Sánchez (1915–1941) |
|              | IN OCHAVILLO DEL RÍO LEBTE CIRILO SANCHEZ CASTELL GEBOREN 1912 DEPORTIERT 1941 MAUTHAUSEN-GUSEN ERMORDET 26.11.1941    | Cirilo Sánchez Castel (1912–1941)    |

### La Granjuela
In La Granjuela in der Comarca Valle del Guadiato wurden vier Stolpersteine auf der Plaza Mayor verlegt.
| Stolperstein | Übersetzung | Name, Leben                         |
| ------------ | --- | ----------------------------------- |
|              | HIER LEBTE JOSÉ ESPEJO MANRIQUE GEBOREN 1901 INTERNIERT COMPIEGNE-ROYALLIEU DEPORTIERT 1944 BUCHENWALD BEFREIT               | José Espejo Manrique (1901-)        |
|              | HIER LEBTE LORENZO MURILLO MOLINA GEBOREN 1917 INTERNIERT MOOSBURG DEPORTIERT 1940 MAUTHAUSEN BEFREIT                        | Lorenzo Murillo Molina (1917-)      |
|              | HIER LEBTE PEDRO NOGUERO IZQUIERDO GEBOREN 1917 INTERNIERT SAGAN, TRIER DEPORTIERT 1941 MAUTHAUSEN DACHAU BEFREIT            | Pedro Noguero Izquierdo (1917–1987) |
|              | HIER LEBTE BIBIANO SÁNCHEZ GALLEGO GEBOREN 1918 INTERNIERT SAGAN, TRIER DEPORTIERT 1941 MAUTHAUSEN ERMORDET 28.11.1941 GUSEN | Bibiano Sánchez Gallego (1918–1941) |

### Montemayor
In Montemayor in der Comarca Campiña Sur wurden zwei Stolpersteine verlegt.

### Peñarroya-Pueblonuevo
In Peñarroya-Pueblonuevo in der Comarca Valle del Guadiato wurden 19 Stolpersteine verlegt an zwei Stellen.
| Stolperstein | Übersetzung | Verlegeort                                   | Name, Leben                                |
| ------------ | --- | -------------------------------------------- | ------------------------------------------ |
|              | HIER WOHNTE FLORENCIO ABAD ALBERTOS GEBOREN 1904 INTERNIERT BOCHOLT BATHORN, TRIER DEPORTIERT 1941 MAUTHAUSEN ERMORDET 18.4.1942 GUSEN      | Plaza de la Tolerancia Peñarroya-Pueblonuevo | Florencio Abad Albertos (1904–1942)        |
|              | HIER WOHNTE LUCAS ÁVALO PORTERO GEBOREN 1907 INTERNIERT STRASSBURG DEPORTIERT 1940 MAUTHAUSEN ERMORDET 20.11.1941 GUSEN                     | Plaza Mayor Peñarroya-Pueblonuevo            | Lucas Ávalo Portero (1907–1941)            |
|              | HIER WOHNTE RAFAEL BALSERO LUENGO GEBOREN 1915 DEPORTIERT 1943 MAUTHAUSEN-LOIBL PASS BEFREIT                                                | Plaza de la Tolerancia Peñarroya-Pueblonuevo | Rafael Balsera Luengo (1915–)              |
|              | HIER WOHNTE MANUEL CAMACHO JIMÉNEZ GEBOREN 1921 INTERNIERT KREMS DEPORTIERT 1941 MAUTHAUSEN STEYR MÜNICHHOLZ-GUSEN BEFREIT                  | Plaza de la Tolerancia Peñarroya-Pueblonuevo | Manuel Camacho Jiménez (1921–)             |
|              | HIER WOHNTE ANDRÉS FERNÁNDEZ NARRO GEBOREN 1907 INTERNIERT FALLINGBOSTEL DEPORTIERT 1941 MAUTHAUSEN ERMORDET 22.6.1941 GUSEN                | Plaza de la Tolerancia Peñarroya-Pueblonuevo | Andrés Fernández Narro (1907–1941)         |
|              | HIER WOHNTE JOSÉ NARÍA FERNÁNDEZ RODRÍGUEZ GEBOREN 1906 INTERNIERT ALTENGRABOW DEPORTIERT 1941 MAUTHAUSEN ERMORDET 17.11.1941 GUSEN         | Plaza de la Tolerancia Peñarroya-Pueblonuevo | José María Fernández Rodríguez (1906–1941) |
|              | HIER WOHNTE ALFONSO GARCÍA RESECO GEBOREN 1919 INTERNIERT SIEGBURG FREIBURG IM BREISGAU RHEINBACH BEFREIT                                   | Plaza Mayor Peñarroya-Pueblonuevo            | Alfonso García Reseco (1919–)              |
|              | HIER WOHNTE FRANCISCO HERRERO GONZÁLEZ GEBOREN 1917 INTERNIERT GEFÄNGNIS TOULOUSE DEPORTIERT 1944 BUCHENWALD-SCHÖNEBECK BEFREIT             | Plaza de la Tolerancia Peñarroya-Pueblonuevo | Francisco Herrero González (1917–)         |
|              | HIER WOHNTE RAFAEL JUAN MONTERO GEBOREN 1918 INTERNIERT FALLINGBOSTEL DEPORTIERT 1941 MAUTHAUSEN ERMORDET 10.1.1942                         | Plaza Mayor Peñarroya-Pueblonuevo            | Rafael Juan Montero (1918–1942)            |
|              | HIER WOHNTE JUAN MORAL MILLA GEBOREN 1901 INTERNIERT STRASSBURG DEPORTIERT 1940 MAUTHAUSEN ERMORDET 3.11.1941 GUSEN                         | Plaza de la Tolerancia Peñarroya-Pueblonuevo | Juan Moral Milla (1901–1941)               |
|              | HIER WOHNTE JOSÉ MURILLO CAMPOS GEBOREN 1917 INTERNIERT FALLINGBOSTEL DEPORTIERT 1941 MAUTHAUSEN-MELK BEFREIT                               | Plaza de la Tolerancia Peñarroya-Pueblonuevo | José Murillo Campos (1917–)                |
|              | HIER WOHNTE MARIANO ORTEGA MORENO GEBOREN 1915 INTERNIERT KREMS DEPORTIERT 1941 MAUTHAUSEN ERMORDET 12.4.1942 STEYR-MÜNICHHOLZ              | Plaza de la Tolerancia Peñarroya-Pueblonuevo | Mariano Ortega Moreno (1915–1942)          |
|              | HIER WOHNTE FÉLIX PAREDES CONSUEGRA GEBOREN 1918 INTERNIERT ANGOULÊME DEPORTIERT 1940 MAUTHAUSEN ERMORDET 30.11.1941 GUSEN                  | Plaza de la Tolerancia Peñarroya-Pueblonuevo | Félix Paredes Consuegra (1918–1941)        |
|              | HIER WOHNTE FRANCISCO PÉREZ VACAS GEBOREN 1913 INTERNIERT FALLINGBOSTEL DEPORTIERT 1941 MAUTHAUSEN-GUSEN ERMORDET 4.8.1944 SCHLOSS HARTHEIM | Plaza Mayor Peñarroya-Pueblonuevo            | Francisco Pérez Vacas (1913–1944)          |
|              | HIER WOHNTE JUAN RAMOS ROMERO GEBOREN 1920 INTERNIERT MOOSBURG DEPORTIERT 1941 MAUTHAUSEN-GUSEN BEFREIT>                                    | Plaza de la Tolerancia Peñarroya-Pueblonuevo | Juan Ramos Romero (1920–)                  |
|              | HIER WOHNTE ERNESTO TEJEDA MOLINA GEBOREN 1918 INTERNIERT KREMS DEPORTIERT 1941 MAUTHAUSEN ERMORDET 24.6.1943 DACHAU                        | Plaza de la Tolerancia Peñarroya-Pueblonuevo | Ernesto Tejada Molina (1918–1943)          |
|              | HIER WOHNTE JOSÉ TEJEDA HIDALGO GEBOREN 1914 INTERNIERT FALLINGBOSTEL DEPORTIERT 1940 MAUTHAUSEN ERMORDET 10.4.1941 GUSEN                   | Plaza de la Tolerancia Peñarroya-Pueblonuevo | José Tejeda Hidalgo (1914–1941)            |
|              | HIER WOHNTE JULIÁN VIGARA MURO GEBOREN 1911 INTERNIERT ZIEGENHAIN DEPORTIERT 1940 MAUTHAUSEN ERMORDET 17.11.1940                            | Plaza de la Tolerancia Peñarroya-Pueblonuevo | Julián Vigara Murillo (1911–1940)          |
|              | HIER WOHNTE ANDRÉ BASILE VOVK KHMELEVSKY GEBOREN 1922 DEPORTIERT 1943 BUCHENWALD BEFREIT                                                    | Plaza de la Tolerancia Peñarroya-Pueblonuevo | André Basile Vovk Khmelevsky (1922–)       |

### Posadas

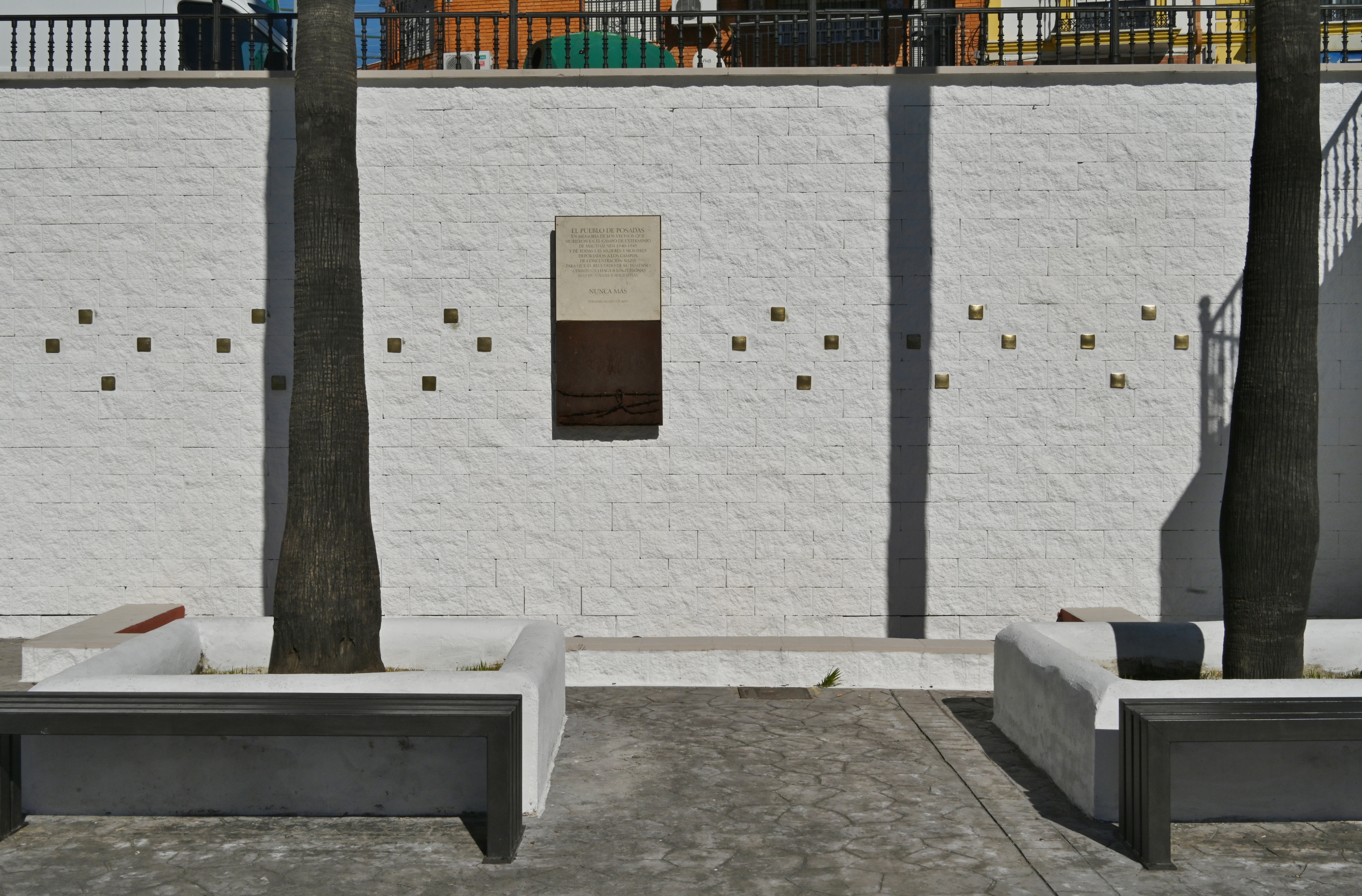
Stolpersteine in Posadas

In Posadas (Spanien) in der Comarca Valle Medio del Guadalquivir wurden 24 Stolpersteine senkrecht verlegt, in einer weißen Wand an der Plaza de los Lavaderos.
| Stolperstein | Übersetzung | Name, Leben                              |
| ------------ | --- | ---------------------------------------- |
|              | IN POSADAS LEBTE FRANCISCO ANGUITA LARA GEBOREN 1906 INTERNIERT ALTENGRABOW DEPORTIERT 1941 MAUTHAUSEN, WELS II BEFREIT                 | Francisco Sánchez López (1906–?)         |
|              | IN POSADAS LEBTE ANTONIO BLANCO GONZÁLEZ GEBOREN 1919 INTERNIERT FALLINGBOSTEL DEPORTIERT 1941 MAUTHAUSEN ERMORDET 10.12.1941 GUSEN     | Antonio Blanco González (1919–1941)      |
|              | IN POSADAS LEBTE MANUEL BOGAS FENOY GEBOREN 1898 INTERNIERT FALLINGBOSTEL DEPORTIERT 1941 MAUTHAUSEN ERMORDET 15.11.1941 GUSEN          | Manuel Bogas Fenoy (1898–1941)           |
|              | IN POSADAS LEBTE CARLOS CARMONA CÉSAR GEBOREN 1901 INTERNIERT ALTENGRABOW DEPORTIERT 1941 MAUTHAUSEN, STEYR ERMORDET 28.3.1945 GUSEN    | Carlos Carmon César (1901–1945)          |
|              | IN POSADAS LEBTE LUIS CARMONA DELGADO GEBOREN 1904 INTERNIERT ALTENGRABOW DEPORTIERT 1941 MAUTHAUSEN, GUSEN ERMORDET 10.9.1941 HARTHEIM | Luis Carmona Delgado (1904–1941)         |
|              | IN POSADAS LEBTE JOSÉ DURÁN BERNETE GEBOREN 1908 INTERNIERT ALTENGRABOW DEPORTIERT 1942 MAUTHAUSEN, GUSEN ERMORDET 25.10.1942 GUSEN     | José Durán Bernete (1908–1942)           |
|              | IN POSADAS LEBTE JOSÉ FRÍAS MARTÍN GEBOREN 1917 INTERNIERT ALTENGRABOW DEPORTIERT 1941 MAUTHAUSEN STEYR, GUSEN BEFREIT                  | José Frías Martín (1917–?)               |
|              | IN POSADAS LEBTE MANUEL FRUCTUOSO GARCÍA GEBOREN 1916 INTERNIERT TRIER DEPORTIERT 1941 MAUTHAUSEN ERMORDET 24.9.1941 HARTHEIM           | José Manuel Fructuoso García (1916–1941) |
|              | IN POSADAS LEBTE MANUEL GÓMEZ RUBIO GEBOREN 1902 INTERNIERT FALLINGBOSTEL DEPORTIERT 1941 MAUTHAUSEN ERMORDET 21.12.1941 GUSEN          | Manuel Gómez Rubio (1902–1941)           |
|              | IN POSADAS LEBTE ANTONIO LUJÁN GARCÉS GEBOREN 1915 INTERNIERT TRIER DEPORTIERT 1941 MAUTHAUSEN SACHSENHAUSEN BEFREIT                    | Antonio Luján Garcés (1915–?)            |
|              | IN POSADAS LEBTE MANUEL MOLERO DÍAZ GEBOREN 1909 INTERNIERT BAD ORB DEPORTIERT 1942 MAUTHAUSEN ERMORDET 1.4.1943 GUSEN                  | Manuel Molero Díaz (1909–1943)           |
|              | IN POSADAS LEBTE ANTONIO NAVAJAS ORTEGA GEBOREN 1917 INTERNIERT ALTENGRABOW DEPORTIERT 1941 MAUTHAUSEN VÖCKLABRUCK BEFREIT              | Antonio Navajas Ortega (1917–?)          |
|              | IN POSADAS LEBTE MANUEL OJEDA ORTEGA GEBOREN 1915 INTERNIERT ALTENGRABOW DEPORTIERT 1941 MAUTHAUSEN ERMORDET 31.8.1941 GUSEN            | Manuel Ojeda Ortega (1915–1941)          |
|              | IN POSADAS LEBTE ANTONIO PONFERRADA MESAS GEBOREN 1915 INTERNIERT FALLINGBOSTEL DEPORTIERT 1941 MAUTHAUSEN, GUSEN BEFREIT               | Antonio Ponferrada Mesas (1915–?)        |
|              | IN POSADAS LEBTE RAFAEL PONFERRADA MESAS GEBOREN 1917 INTERNIERT FALLINGBOSTEL DEPORTIERT 1941 MAUTHAUSEN, GUSEN BEFREIT                | Rafael Ponferrada Mesas (1917–?)         |
|              | IN POSADAS LEBTE JOSÉ PONFERRADA UCEDA GEBOREN 1913 INTERNIERT HOHENFELS, MOOSBURG DEPORTIERT 1940 MAUTHAUSEN SCHLIER, EBENSEE BEFREIT  | José Ponferrada Uceda (1913–?)           |
|              | IN POSADAS LEBTE ROBUSTIANO RAMOS RAMOS GEBOREN 1915 INTERNIERT ALTENGRABOW DEPORTIERT 1941 MAUTHAUSEN, EBENSEE BEFREIT                 | Robustiano Ramos Ramos (1915–?)          |
|              | IN POSADAS LEBTE JUAN RIVERO GONZÁLEZ GEBOREN 1918 INTERNIERT ANGOULÊME DEPORTIERT 1940 MAUTHAUSEN ERMORDET 28.12.1941 GUSEN            | Juan Rivero González (1918–1941)         |
|              | IN POSADAS LEBTE MANUEL RIVERO REYES GEBOREN 1898 INTERNIERT ANGOULÊME DEPORTIERT 1940 MAUTHAUSEN ERMORDET 2.7.1941 GUSEN               | Manuel Rivero Reyes (1898–1941)          |
|              | IN POSADAS LEBTE RAFAEL RODRÍGUEZ VALLES GEBOREN 1897 INTERNIERT ALTENGRABOW DEPORTIERT 1941 MAUTHAUSEN ERMORDET 15.12.1941 GUSEN       | Rafael Rodríguez Valles (1897–1941)      |
|              | IN POSADAS LEBTE JUAN RUBIO ORTEGA GEBOREN 1917 INTERNIERT ANGOULÊME DEPORTIERT 1940 MAUTHAUSEN, GUSEN ERMORDET 22.9.1941 HARTHEIM      | Juan Rubio Ortega (1917–1941)            |
|              | IN POSADAS LEBTE FRANCISCO SÁNCHEZ LÓPEZ GEBOREN 1907 INTERNIERT ALTENGRABOW DEPORTIERT 1941 MAUTHAUSEN ERMORDET 9.1.1942 GUSEN         | Francisco Sánchez López (1907–1942)      |
|              | IN POSADAS LEBTE JUAN URBANO RUBIO GEBOREN 1913 INTERNIERT FALLINGBOSTEL DEPORTIERT 1941 MAUTHAUSEN ERMORDET 24.12.1941 GUSEN           | Juan Urbano Rubio (1913–1941)            |
|              | IN POSADAS LEBTE ANTONIO VALENZUELA MARTÍNEZ GEBOREN 1916 INTERNIERT COMPIÈGNE DEPORTIERT 1944 BUCHENWALD ERMORDET 30.8.1944            | Antonio Valenzuela Martínez (1916–1944)  |

### Priego de Córdoba
In Priego de Córdoba in der Comarca Subbética wurde ein Stolperstein im Garten des Museo Don Niceto Alcalá-Zamora y Torres verlegt.
| Stolperstein | Übersetzung                                                                                                | Name, Leben                  |
| ------------ | --- | ---------------------------- |
|              | IN PRIEGO GEBOREN AGUSTÍN RUIZ SÁNCHEZ GEBOREN 1917 INTERNIERT SALZBURG DEPORTIERT 1941 MAUTHAUSEN BEFREIT | Agustín Ruiz Sánchez (1917–) |

### Puente Genil
In Puente Genil in der Comarca Campiña Sur wurden sechs Stolpersteine verlegt.
| Stolperstein | Übersetzung | Verlegeort                  | Name, Leben |
| ------------ | --- | --------------------------- | --- |
|              | HIER LEBTE JOSÉ DELGADO SERRANO GEBOREN 1902 INTERNIERT STALAG TRIER DEPORTIERT 1941 MAUTHAUSEN-GUSEN ERMORDET 18.12.1941 SCHLOSS HARTHEIM | Calle Menéndez y Pelayo, 10 | José Delgado Serrano wurde am 19. Mai 1902 in Puente Genil geboren. Er kämpfte im Spanischen Bürgerkrieg auf Seiten der Republikaner und ging nach deren Niederlage ins Exil nach Frankreich. Er wurde von deutschen Streitkräften verhaftet, im Stalag XII D in Trier interniert und mit der Häftlingsnummer 55611 registriert. Am 25. Januar 1941 wurde Delgado Serrano in das KZ Mauthausen deportiert und nach der Ankunft mit der Nummer 4127 registriert. Delgado Serrano wurde am 17. Februar 1941 ins Außenlager Gusen überstellt, wo er Zwangsarbeit verrichten musste. José Delgado Serrano wurde am 18. Dezember 1941 vom NS-Regime in der Tötungsanstalt Hartheim ermordet. |
|              | HIER LEBTE ANTONIO GIL CABEZAS GEBOREN 1912 INTERNIERT STALAG STRASSBURG DEPORTIERT 1940 MAUTHAUSEN ERMORDET 16.12.1941 GUSEN              | Calle Escultor Ruiz Rey, 6  | Antonio Gil Cabezas wurde am 6. Juli 1912 in Puente Genil geboren. Er kämpfte im Spanischen Bürgerkrieg auf Seiten der Republikaner und ging nach deren Niederlage ins Exil nach Frankreich. Er wurde von deutschen Streitkräften verhaftet, im Stalag VI D in Straßburg interniert und mit der Häftlingsnummer 3300 registriert. Am 13. Dezember 1940 wurde Gil Cabezas in das KZ Mauthausen deportiert und nach der Ankunft mit der Nummer 4844 registriert. Von dort wurde er in das Außenlager Gusen überstellt, wo er Zwangsarbeit verrichten musste. Antonio Gil Cabezas wurde am 16. Dezember 1941 vom NS-Regime ermordet.                                                       |
|              | HIER LEBTE MANUEL GIMÉNEZ RIVAS GEBOREN 1898 INTERNIERT STALAG SANDBOSTEL DEPORTIERT 1941 MAUTHAUSEN ERMORDET 14.11.1941 GUSEN             | Calle Bailén, 63            | Manuel Giménez Rivas wurde am 3. Januar 1898 in Puente Genil geboren. Er kämpfte im Spanischen Bürgerkrieg auf Seiten der Republikaner und ging nach deren Niederlage ins Exil nach Frankreich. Er wurde von deutschen Streitkräften verhaftet, im Stalag X B in Sandbostel interniert und mit der Häftlingsnummer 81423 registriert. Am 3. März 1941 wurde er in das KZ Mauthausen deportiert und nach der Ankunft mit der Nummer 3425 registriert. Am 29. März 1941 wurde Giménez Rivas ins Außenlager Gusen überstellt, wo er Zwangsarbeit verrichten musste. Manuel Giménez Rivas wurde am 14. November 1941 vom NS-Regime ermordet.                                                |
|              | HIER LEBTE JOSÉ MOLINA LLORENTE GEBOREN 1916 INTERNIERT STALAG FALLINGBOSTEL DEPORTIERT 1941 MAUTHAUSEN GUSEN BEFREIT                      | Plaza Nacional              | José Molina Llorente wurde am 30. Mai 1916 in Puente Genil geboren. Er kämpfte im Spanischen Bürgerkrieg auf Seiten der Republikaner und ging nach deren Niederlage ins Exil nach Frankreich. Er wurde von deutschen Streitkräften gefangen genommen und im Stalag XI B in Fallingbostel interniert. Am 27. Januar 1941 wurde er in das KZ Mauthausen deportiert und nach der Ankunft mit der Nummer 5631 registriert. José Molina Llorente wurde am 8. April 1941 in das Außenlager Gusen überstellt, konnte – als einziger Deportierter aus Puente Genil – KZ-Haft und Zwangsarbeit überleben und wurde am 5. Mai 1945 befreit.                                                       |
|              | HIER LEBTE MANUEL QUERO ROMERO GEBOREN 1917 INTERNIERT STALAG HOHENSTEIN DEPORTIERT 1940 MAUTHAUSEN ERMORDET 7.1.1942 GUSEN                | Calle Tintor, 40            | Manuel Quero Romero wurde am 16. Mai 1917 in Puente Genil geboren. Er kämpfte im Spanischen Bürgerkrieg auf Seiten der Republikaner und ging nach deren Niederlage ins Exil nach Frankreich. Er wurde von deutschen Streitkräften gefangen genommen und im Stalag I B in Hohenstein interniert. Am 9. August 1940 wurde Quero Romero in das KZ Mauthausen deportiert und mit der Nummer 3615 registriert. Er wurde in das Außenlager Gusen überstellt, wo er Zwangsarbeit verrichten musste. Manuel Quero Romero wurde am 7. Januar 1942 in Gusen vom NS-Regime ermordet. |
|              | HIER LEBTE FRANCISCO RIVAS REPULLO GEBOREN 1904 INTERNIERT STALAG FALLINGBOSTEL DEPORTIERT 1941 MAUTHAUSEN ERMORDET 11.10.1941 GUSEN       | Calle Manuel de Falla, 7    | Francisco Rivas Repullo wurde am 27. Juni 1904 in Puente Genil geboren. Er kämpfte im Spanischen Bürgerkrieg auf Seiten der Republikaner und ging nach deren Niederlage ins Exil nach Frankreich. Er wurde von deutschen Streitkräften gefangen genommen, im Stalag XI-B in Fallingbostel interniert und mit der Häftlingsnummer 87429 registriert. Am 27. Januar 1941 wurde Rivas Repullos in das KZ Mauthausen deportiert und nach der Ankunft mit der Nummer 5708 registriert. Am 17. Februar 1941 wurde er in das Außenlager Gusen überstellt, wo er Zwangsarbeit verrichten musste. Francisco Rivas Repullo wurde am 11. September 1941 in Gusen vom NS-Regime ermordet.           |

### Torrecampo
In Torrecampo in der Comarca Los Pedroches wurden sechs Stolpersteine verlegt.
| Stolperstein | Übersetzung | Verlegeort         | Name, Leben |
| ------------ | --- | ------------------ | --- |
|              | HIER LEBTE EUSEBIO CRESPO DÍAZ GEBOREN 1908 6. KOMPANIE 34CTE FRANKREICH DEPORTIERT 1941 MAUTHAUSEN ERMORDET 2.2.1942 GUSEN      | Calle Nueva 38     | Eusebio Crespo Díaz wurde am 26. September 1908 in Torrecampo geboren. Er war verheiratet mit Ignacia, das Paar hatte zumindest ein Kind. Er kämpfte auf Seiten der Franzosen gegen die Wehrmacht, wurde 1940 gefangen genommen und im Stalag X B in Sandbostel interniert, wo Crespo Díaz mit der Häftlingsnummer 84061 registriert wurde. Am 3. März 1941 wurde er in das KZ Mauthausen deportiert und nach der Ankunft mit der Nummer 3312 registriert. Von dort wurde er ins Außenlager Gusen überstellt, wo er Zwangsarbeit verrichten musste. Eusebio Crespo Día wurde am 2. Februar 1942 vom NS-Regime ermordet. Sein Enkelsohn veröffentlichte ein Buch über die Geschichte seines Vaters. |
|              | HIER LEBTE RUFO LÓPEZ ROMERO GEBOREN 1905 INTERNIERT ESSEN DEPORTIERT 1944 GROSS-ROSEN BUCHENWALD, DORA BEFREIT                  | Calle Nueva 20     | Rufo López Romero wurde am 18. Dezember 1905 geboren. Man hat ihn in Essen interniert und von dort 1944 in das KZ Groß-Rosen deportiert. Rufo López Romero wurde am 11. April 1945 aus dem KZ Mittelbau-Dora befreit. Er starb am 28. April 1977. |
|              | HIER LEBTE JUAN ROMERO ARROYO GEBOREN 1912 INTERNIERT STALAG FALLINGBOSTEL DEPORTIERT 1941 MAUTHAUSEN ERMORDET 2.12.1941 GUSEN   | Calle Pozoblanco 6 | Juan Romero Arroyo wurde am 15. September 1912 in Torrecampo geboren. Er kämpfte im Spanischen Bürgerkrieg auf Seiten der Republikaner und ging nach deren Niederlage ins Exil nach Frankreich. Romero Arroyo wurde von deutschen Streitkräften verhaftet und im Stalag XI B in Fallingbostel interniert, wo er mit der Nummer 87820 registriert wurde. Am 27. Januar 1941 erfolgte seine Deportation in das KZ Mauthausen und er erhielt die Häftlingsnummer 6513. Juan Romero Arroyo wurde am 2. Dezember 1941 ermordet. |
|              | HIER LEBTE CASIMIRO ROMERO ESTRELLA GEBOREN 1905 INTERNIERT STALAG ZIEGENHAIN DEPORTIERT 1940 MAUTHAUSEN ERMORDET 2.7.1941 GUSEN | Calle Santiago     | Casimiro Romero Estrella wurde am 4. März 1905 in Torrecampo geboren. Er kämpfte im Spanischen Bürgerkrieg auf Seiten der Republikaner und ging nach deren Niederlage ins Exil nach Frankreich. Er wurde von deutschen Streitkräften verhaftet, im Stalag IX A in Ziegenhain interniert und mit der Häftlingsnummer 34646 registriert. Am 13. August 1940 wurde Romero Estrella in das KZ Mauthausen deportiert und erhielt die Häftlingsnummer 3795. Er wurde in das Außenlager Gusen überstellt, wo er Zwangsarbeit verrichten musste. Casimiro Romero Estrella wurde am 2. Juli 1941 in Gusen vom NS-Regime ermordet. |
|              | HIER LEBTE ANTONIO ROMERO RÍSQUES GEBOREN 1915 DEPORTIERT 1944 DACHAU MAUTHAUSEN-EBENSEE BEFREIT                                 | Calle Peñas 84     | Antonio Romero Rísques wurde am 9. September 1915 in Torrecampo geboren. Seine Eltern waren Luis Romero Alamillo, ein Arbeiter, und Francisca Rísquez Romero, beide aus Torrecampo. Er kämpfte im Spanischen Bürgerkrieg auf Seiten der Republikaner und ging nach deren Niederlage ins Exil nach Frankreich. Romero Rísquez wurde im Internierungslager Le Vernet interniert, am 30. Juni 1944 in die Caserne Cafarelli in Toulouse überstellt, schließlich am 9. August 1944 nach Bordeaux. Am 28. August 1944 wurde er in das KZ Dachau deportiert und dort nach der Ankunft mit der Nummer 94177 registriert. Am 16. September 1944 wurde er in das KZ Mauthausen überstellt und dort mit der Nummer 99013 registriert. Genau eine Woche später wurde er in das KZ Ebensee überstellt und zur Zwangsarbeit eingeteilt. Er konnte die KZ-Haft überleben und wurde am 6. Mai 1945 in Ebensee befreit. Er starb am 25. November 1991 in Lagardelle-sur-Lèze, einer Gemeinde in der französischen Region Okzitanien. |
|              | HIER LEBTE JUAN ROMERO ROMERO GEBOREN 1919 INTERNIERT STALAG LUCKENWALDE DEPORTIERT 1941 MAUTHAUSEN BEFREIT                      | Calle Santiago 23  | Juan Romero Romero wurde am 21. April 1919 in Torrecampo geboren. Seine Eltern waren Antonio Romero Campos, ein Arbeiter, und Rosa Romero Toledo, beide aus Torrecampo. Er kämpfte im Spanischen Bürgerkrieg auf Seiten der Republikaner. Romero Romero gehörte dem XVº Korps der 33. Brigada mixta an, nahm an der Schlacht am Ebro teil und war in Guadarrama, Brunete, Guadalajara und Teruel eingesetzt. Nach dem Fall Kataloniens im Februar 1939 überschritt er bei Puigcerdà die französische Grenze und ging ins Exil. Er wurde im Internierungslager Le Vernet interniert. Nach Ausbruch des Zweiten Weltkrieges schloss er sich der Légion étrangère, der Fremdenlegion, an. Er wurde von deutschen Streitkräften in Épinal in den Vogesen gefangen genommen und im Stalag III A in Luckenwalde und/oder im Stalag III C in Alt-Drewitz in Brandenburg interniert. Gemeinsam mit 23 republikanischen Kampfgenossen wurde er am 5. August 1941 in das KZ Mauthausen überstellt und dort mit der Nummer 3799 registriert. Er gehörte dem Kommando César an, benannt nach dem Kapo César Orquín i Serra. Dieser war ein gebildeter Valencianer, Mitglied der Confederación Nacional del Trabajo, sprach fließend Deutsch und erwirkte die Gründung eines Sonderkommandos, bestehend aus spanischen Republikanern. Er versprach den Nazis höhere Produktivität und erreichte im Gegenzug bessere Verpflegung. Später kam er zum Desinfektionskommando und musste die Kleidung der Neuankömmlinge übernehmen. Juan Romero Romero konnte die KZ-Haft überleben und wurde am 5. Mai 1945 von US-amerikanischen Truppen befreit. Er ging zurück nach Frankreich, heiratete 1947 und bekam vier Kinder. Romero Romero arbeitete in einem Weingut, welches Champagner herstellte. In den 1960er Jahren erhielt er die französische Staatsbürgerschaft. 2016 wurde er zum Chevalier de la Légion d’Honneur ernannt. Patin war Yvette Lundy, prominente Figur des französischen Widerstands, auch sie KZ-Überlebende. Er starb am 3. Oktober 2020 in Ay im Arrondissement Épernay. Im Februar 2021 wurde er zum Hijo Predilecto der Provinz Córdoba ernannt. Der Stolperstein wurde kurz nach der Verlegung gestohlen. |

### La Victoria
In La Victoria in der Comarca Valle Medio del Guadalquivir wurde ein Stolperstein verlegt.
| Stolperstein | Übersetzung | Verlegeort                | Name, Leben                         |
| ------------ | --- | ------------------------- | ----------------------------------- |
|              | HIER LEBTE ANTONIO DELGADO MAESTRE GEBOREN 1901 INTERNIERT BOCHOLT BATHORN, TRIER DEPORTIERT 1941 MAUTHAUSEN ERMORDET 11.12.1941 GUSEN | Calle Murillo La Victoria | Antonio Delgado Maestre (1901–1941) |

### Villanueva de Córdoba
In Villanueva de Córdoba in der Comarca Los Pedroches wurden neun Stolpersteine an einer Stelle verlegt.
| Stolperstein | Übersetzung | Verlegeort                                           | Name, Leben                               |
| ------------ | --- | ---------------------------------------------------- | ----------------------------------------- |
|              | IN VVA. DE CÓRDOBA LEBTE JUAN CAPITÁN CABRERA GEBOREN 1909 INTERNIERT STRASSBURG DEPORTIERT 1940 MAUTHAUSEN ERMORDET 3.12.1941 GUSEN     | gegenüber von Av. de Cardeña 7 Villanueva de Córdoba | Juan Nemesio Capitán Cabrera (1909–1941)  |
|              | IN VVA. DE CÓRDOBA LEBTE DAMIÁN CASTRO MOLINERO GEBOREN 1914 INTERNIERT ALTENGRABOW DEPORTIERT 1941 MAUTHAUSEN ERMORDET 19.1.1942 GUSEN  | gegenüber von Av. de Cardeña 7 Villanueva de Córdoba | Damián Castro Molinero (1914–1942)        |
|              | IN VVA. DE CÓRDOBA LEBTE JOSÉ CERRO COLETO GEBOREN 1908 INTERNIERT SANDBOSTEL DEPORTIERT 1941 MAUTHAUSEN ERMORDET 1.11.1941 GUSEN        | gegenüber von Av. de Cardeña 7 Villanueva de Córdoba | José Fulgencio Cerro Coleto (1908–1941)   |
|              | IN VVA. DE CÓRDOBA LEBTE BARTOLOMÉ COLETO CABALLERO GEBOREN 1914 INTERNIERT [...]FELS, MOOSBURG DEPORTIERT 1940 MAUTHAUSEN BEFREIT       | gegenüber von Av. de Cardeña 7 Villanueva de Córdoba | Bartolomé Isaías Coleto Caballero (1914–) |
|              | IN VVA. DE CÓRDOBA LEBTE PATRICIO CRUZ COLETO GEBOREN 1911 INTERNIERT SAGAN, TRIER DEPORTIERT 1941 MAUTHAUSEN, STEYR BEFREIT             | gegenüber von Av. de Cardeña 7 Villanueva de Córdoba | Patricio Lorenzo Cruz Coleto (1911–)      |
|              | IN VVA. DE CÓRDOBA LEBTE LEOPOLDO DUEÑAS FERNÁNDEZ GEBOREN 1912 INTERNIERT COMPIEGNE INHAFTIERT [...] DEPORTIERT 194. BUCHENWALD BEFREIT | gegenüber von Av. de Cardeña 7 Villanueva de Córdoba | Leopoldo Serafín Dueñas Fernández (1912–) |
|              | IN VVA. DE CÓRDOBA LEBTE JOSÉ MUÑOZ RUBIO GEBOREN 1909 INTERNIERT SAGAN, TRIER DEPORTIERT 1941 MAUTHAUSEN ERMORDET 15.5.1942 GUSEN       | gegenüber von Av. de Cardeña 7 Villanueva de Córdoba | Francisco José Muñoz Rubio (1914–1942)    |
|              | IN VVA. DE CÓRDOBA LEBTE ANTONIO SÁNCHEZ SAEZ GEBOREN 1914 INTERNIERT STRASSBURG DEPORTIERT 1940 MAUTHAUSEN BEFREIT                      | gegenüber von Av. de Cardeña 7 Villanueva de Córdoba | Antonio Ramón Sánchez Saez (1914–)        |
|              | IN VVA. DE CÓRDOBA LEBTE JOSÉ VIOQUE LORENZO GEBOREN 1919 INTERNIERT [...] DEPORTIERT 1940 MAUTHAUSEN, STEYR BEFREIT GUSEN               | gegenüber von Av. de Cardeña 7 Villanueva de Córdoba | José Antonio Vioque Lorenzo (1919–)       |

### Villaralto
In Villaralto in der Comarca Los Pedroches wurde ein Stolperstein verlegt.
| Stolperstein | Übersetzung | Verlegeort                  | Name, Leben |
| ------------ | --- | --------------------------- | --- |
|              | HIER LEBTE MIGUEL ORELLANA MADUEÑO GEBOREN 1913 INTERNIERT STALAG FALLINGBOSTEL DEPORTIERT 1940 MAUTHAUSEN ERMORDET 25.12.1941 GUSEN | Calle Francisco Fernandez 5 | Miguel Orellana Madueño wurde am 29. September 1913 in Villaralto geboren. Seine Eltern waren José Orellana und Julia Madueño. Er kämpfte im Spanischen Bürgerkrieg auf Seiten der Republikaner und ging nach deren Niederlage ins Exil nach Frankreich. Er kämpfte mit den Franzosen gegen die Wehrmacht, wurde gefangen genommen und zuerst im Frontstalag 140 in Belfort inhaftiert, von dort in das Stalag XI B in Fallingbostel überstellt und mit der Häftlingsnummer 86930 registriert. Von dort wurde Orellana Madueño am 25. Januar 1941 in das KZ Mauthausen deportiert und mit der Nummer 6078 registriert. Neun Monate später wurde er ins Außenlager Gusen überstellt, erhielt die Nummer 13996 und musste schwere Zwangsarbeit verrichten. Miguel Orellana Madueño wurde am 25. Dezember 1941 ermordet. Ein Neffe war bei der Verlegung des Stolpersteines anwesend. |

### Villaviciosa de Córdoba
In Villaviciosa de Córdoba in der Comarca Valle del Guadiato wurden zehn Stolpersteine verlegt.

### Zuheros
In Zuheros in der Comarca Subbética wurde ein Stolperstein verlegt.
| Stolperstein | Übersetzung | Verlegeort                             | Name, Leben                       |
| ------------ | --- | -------------------------------------- | --------------------------------- |
|              | HIER LEBTE ANTONIO ESPEJO ARROYO GEBOREN 1898 INTERNIERT HOHENFELS, MOOSBURG DEPORTIERT 1940 MAUTHAUSEN ERMORDET 14.11.1941 GUSEN | C. Llana Fernández Jiménez, 29 Zuheros | Antonio Espejo Arroyo (1898–1941) |

## Verlegedaten
- 15. Mai 2021: Puente Genil[67]
- 12. Juni 2021: Belalcázar[68]
- 19. Juni 2021: Villaralto[69]
- 26. Juni 2021: Torrecampo[70]
- Juni 2021: Fuente la Lancha

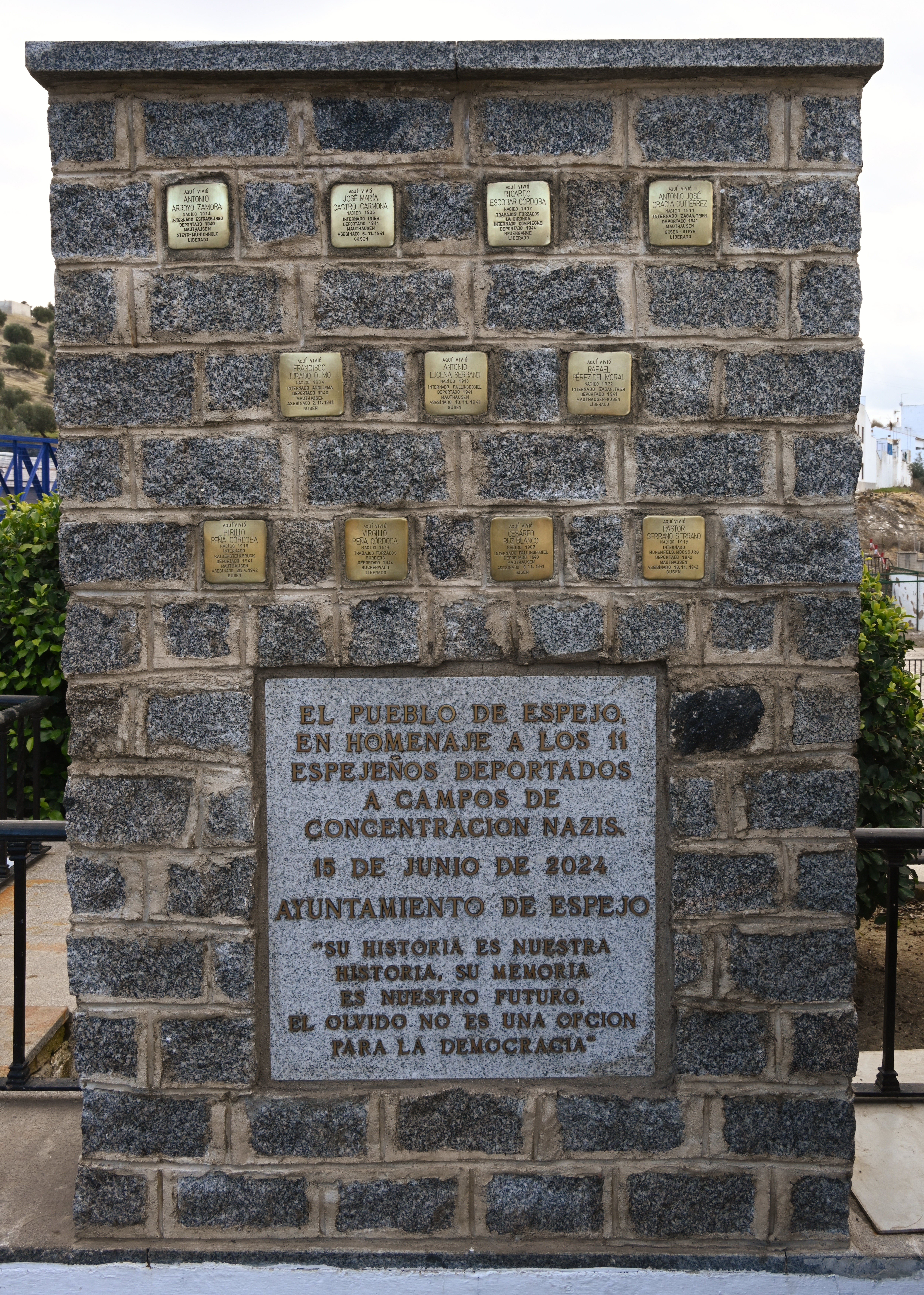
Senkrecht verlegte Stolpersteine in Espejo

- 1. April 2022: Fuente Obejuna (Piconcillo), La Granjuela, Peñarroya-Pueblonuevo
- 6. Mai 2022: Fuente Obejuna (Cuenca und Fuente Obejuna)
- 9. Mai 2022: Fuente Obejuna (El Alcornocal und El Porvenir de la Industria)
- 14. Mai 2022: Peñarroya-Pueblonuevo
- 15. Juni 2024: Espejo
- 17. November 2024: Carcabuey
- 11. Dezember 2024: La Victoria
- 15. Dezember 2024: Villanueva de Córdoba

Für 2025 kündigte die Asociación Triángulo Azul Stolpersteine de Córdoba y Jaén die Verlegung von weiteren 34 Stolpersteinen an, und zwar in folgenden Gemeinden: Adamuz (2 Stolpersteine), Hornachuelos (8), Montilla (11), Montoro (8), Pedro Abad (3) und in Villafranca de Córdoba (2).